# Time in a Bottle
"Time in a Bottle"은 싱어송라이터 짐 크로치의 싱글이다. 크로치는 1970년 12월 그의 아내 인그리드에게 아들 아드리안을 임신했다는 말을 듣고 이 노래의 가사를 썼다. 이 노래는 1972년 그의 ABC 데뷔 음반 You Don't Mess Around with Jim에 수록되었다. ABC는 원래 이 노래를 싱글로 발매할 생각이 없었다. 크로치가 1973년 9월 비행기 사고로 죽은 뒤, 영원히 살며 많은 시간을 함께 하기를 소망하는 노래 가사 내용이 마치 그가 죽음을 예견한 것처럼 보이게 되었다. 그 후 이 노래는 선풍적인 인기를 끌게 되었으며, 싱글 발매에 대한 요구도 커졌다. 7" 싱글로 발매된 후 이 싱글은 빌보드 차트에서 그의 두 번째이자 마지막 1위 곡이 되었다. 싱글이 2주동안 1974년 2월 1위를 달성한 뒤, 음반 You Don't Mess Around with Jim은 다섯 주동안 1위를 차지했다. 1977년에는 크로치의 사랑 노래 컴필레이션 음반에 수록되어 타이틀 곡으로 쓰였다.